# Donatsfriedhof

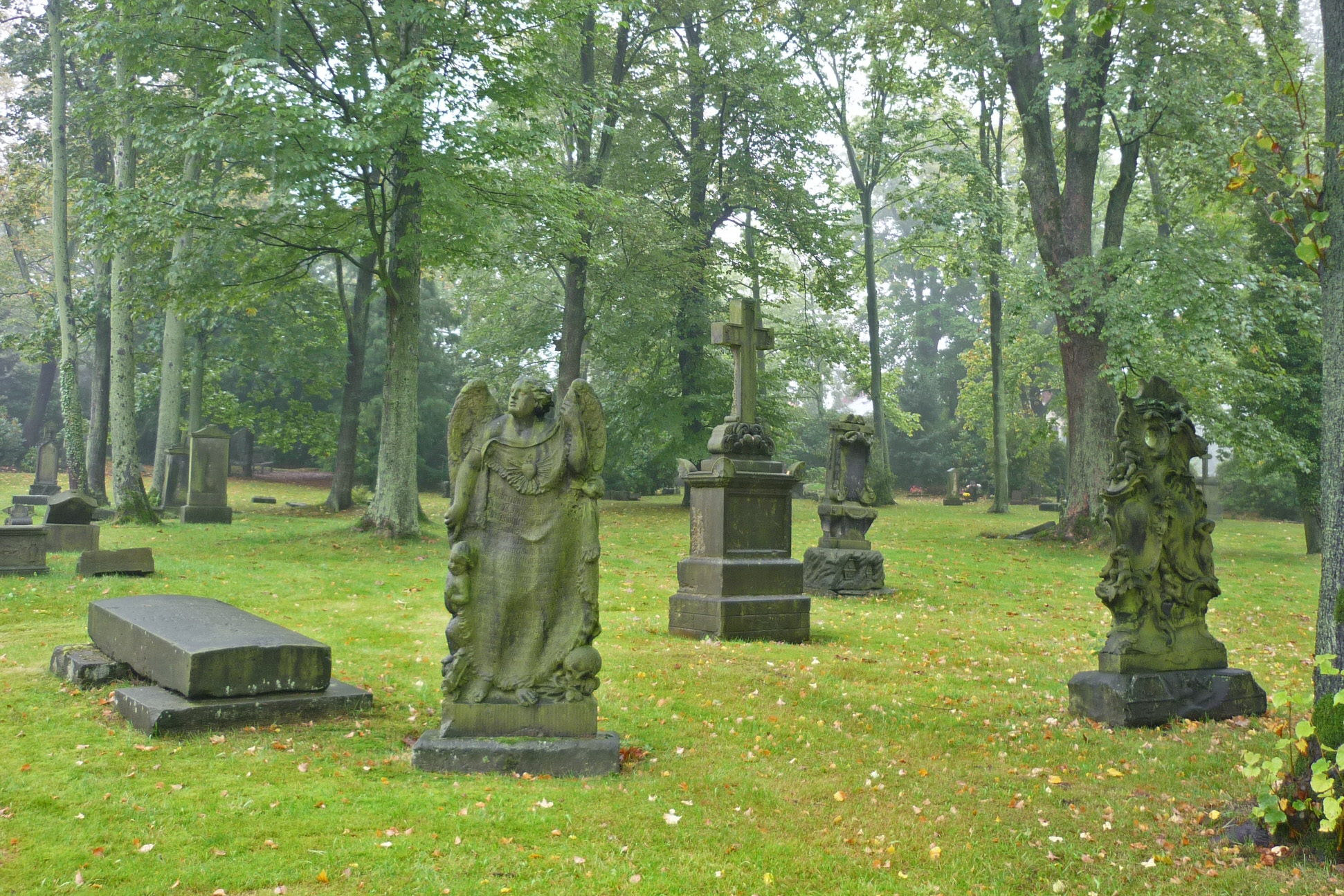
Grabsteine auf dem alten Teil des Friedhofs

Der Donatsfriedhof ist ein Friedhof in Freiberg in Sachsen. Er wurde Anfang des 16. Jahrhunderts außerhalb der Stadtmauer als Pestfriedhof angelegt. Seit 1987 wird er nur noch vereinzelt genutzt.

## Lage
Der Friedhof liegt außerhalb der ehemaligen Freiberger Stadtmauer in der Nähe des Donatsturms, der den östlichen Zugang zum mittelalterlichen Freiberg markiert. An seinem Rand steht die Jakobikirche. Begrenzt wird er im Nordwesten und Norden durch den Donatsring und die Himmelfahrtsgasse, die zu den ausgedehnten Bergbauanlagen der Himmelfahrt Fundgrube führt, im Osten durch die Straße Am Ostbahnhof, wo sich der Hauptzugang befindet, im Süden durch die Dresdner Straße und im Westen durch die Hornstraße, wo sich ein weiterer Eingang befindet. Er umfasst eine Fläche von 63,8 Hektar.

## Geschichte

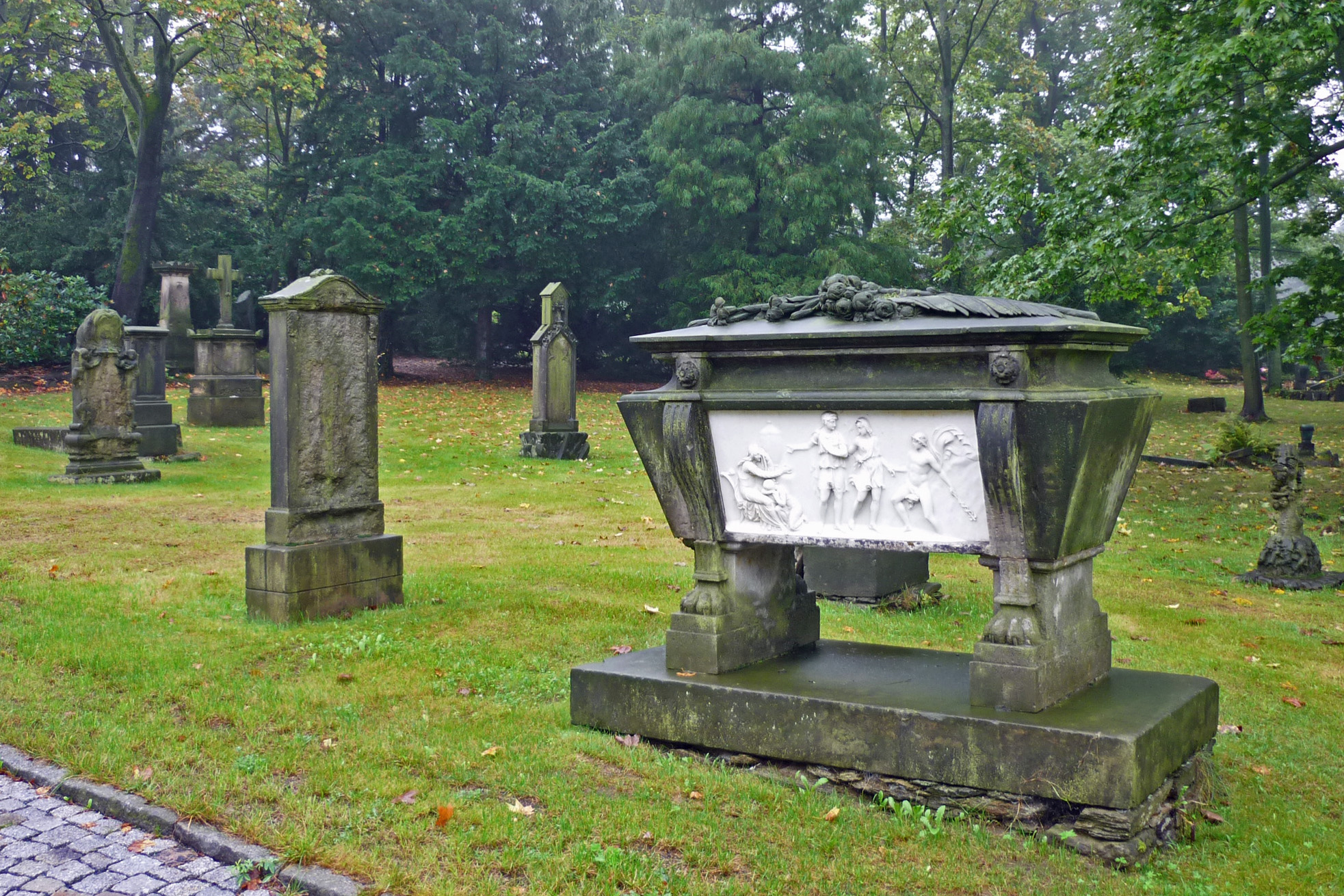
Sarkophag des Freiberger Bergstudenten J. C. Hammerdörfer, der 1811 in den Abraham-Schacht stürzte.

Der Friedhof wurde seit 1506 oder 1521 nach Plänen des Stadtarztes und späteren Bürgermeisters von Freiberg Ulrich Rülein von Calw genutzt, ist aber vermutlich noch deutlich älter. Er gehörte zur 1225 erstmals erwähnten hölzernen Donatskirche. Diese war benannt nach dem Heiligen Donatus von Arezzo, der Patron des Bistums Meißen und Namensgeber für den Meißner Dom war. Der Kirchhof wurde 1430 erstmals erwähnt, die Kirche aber schon 1443 abgerissen und durch eine Kapelle ersetzt. Im Jahr 1531 erklärte Herzog Heinrich der Fromme den Friedhof zur zentralen Begräbnisstätte von Freiberg. Zwischen 1567 und 1588 erhielt er eine feste Ummauerung. Ab 1834/1835 wurde der Friedhof kontinuierlich in östlicher Richtung erweitert. 1839 wurde das große nach Plänen von Eduard Heuchler gebaute Torhaus im Westen eingeweiht. In den 1920er-Jahren erhielt der Friedhof ein Krematorium, das 2002 außer Betrieb genommen wurde. Nach einem Beschluss des Rats der Stadt, den Friedhof 1987 teilweise zu schließen, erfolgten Beisetzungen nur noch in bereits verkauften Grabstellen. Im Jahr 2014 wurde die Reaktivierung des Friedhofs beschlossen.

## Friedhofsanlage

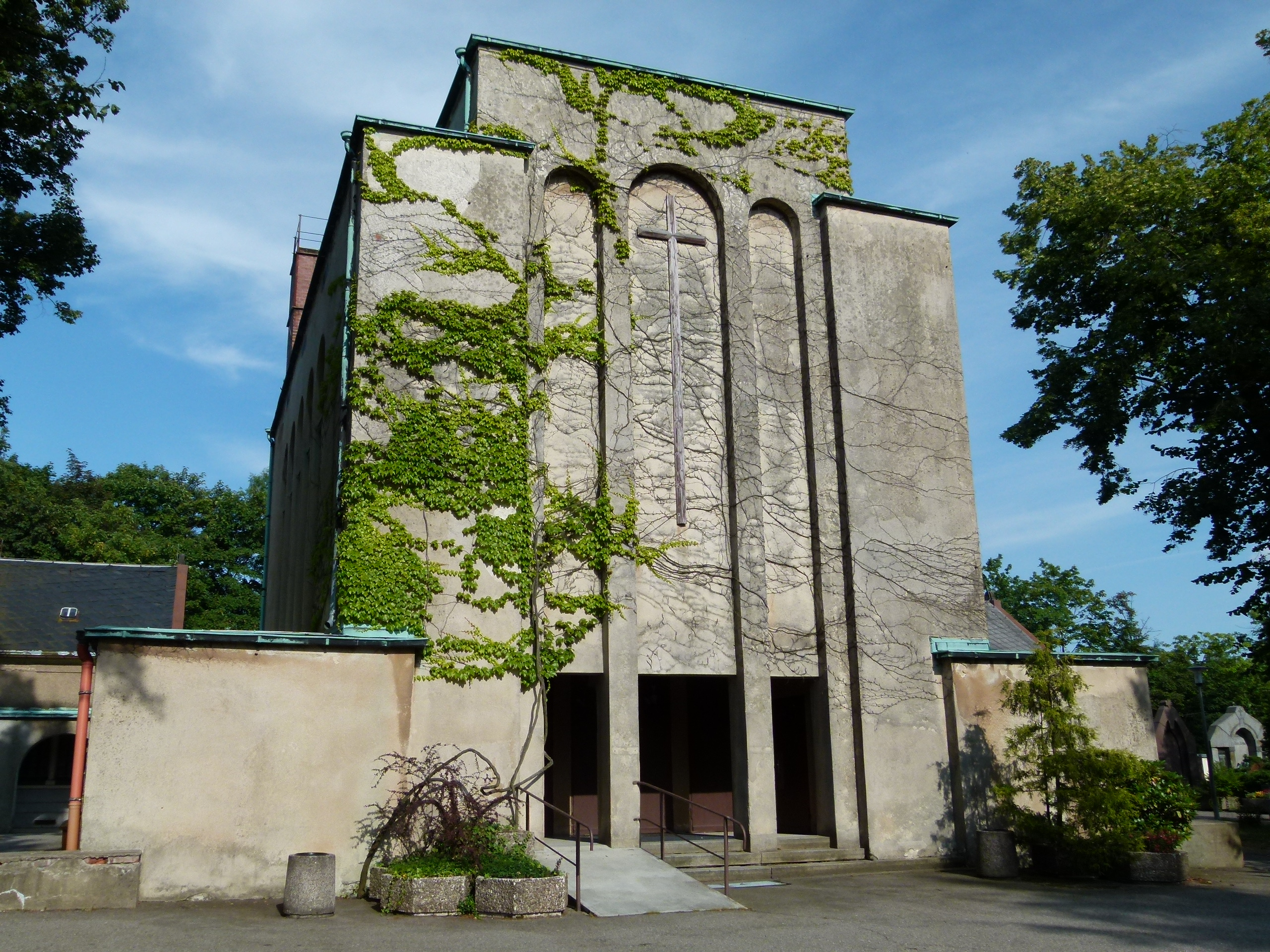
Das 2002 außer Betrieb gesetzte Krematorium

Der Friedhof umfasst etwa 2600 Grabstellen, darunter etwa 150 historische, meist aus Sandstein bestehende Grabmäler. Von den zahlreichen Familiengrüften sind nur vier erhalten, so das etwa 1700 errichtete Grufthaus der Familie Gerlach. Der älteste Grabstein stammt aus dem Jahr 1676 und zeigt einen Engel mit einem beschrifteten Tuch.
Die Anlage samt Krematorium steht unter Denkmalschutz. Der historische Teil des Friedhofs ist als Objekt der Altstadt Freiberg eine Stätte des UNESCO-Welterbes „Montanregion Erzgebirge“.

### Gräber bekannter Persönlichkeiten

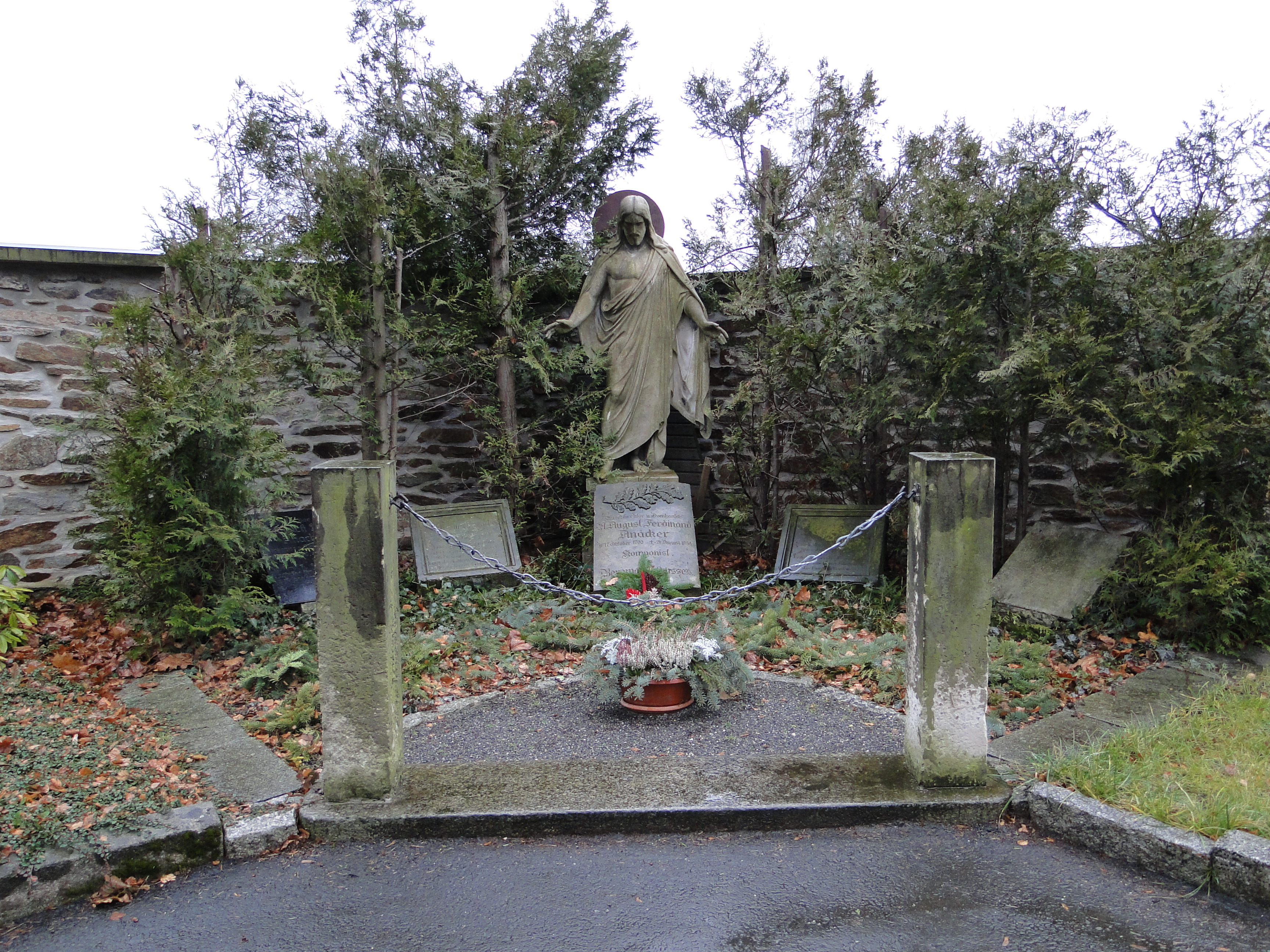
Grabstätte des Komponisten August Ferdinand Anacker

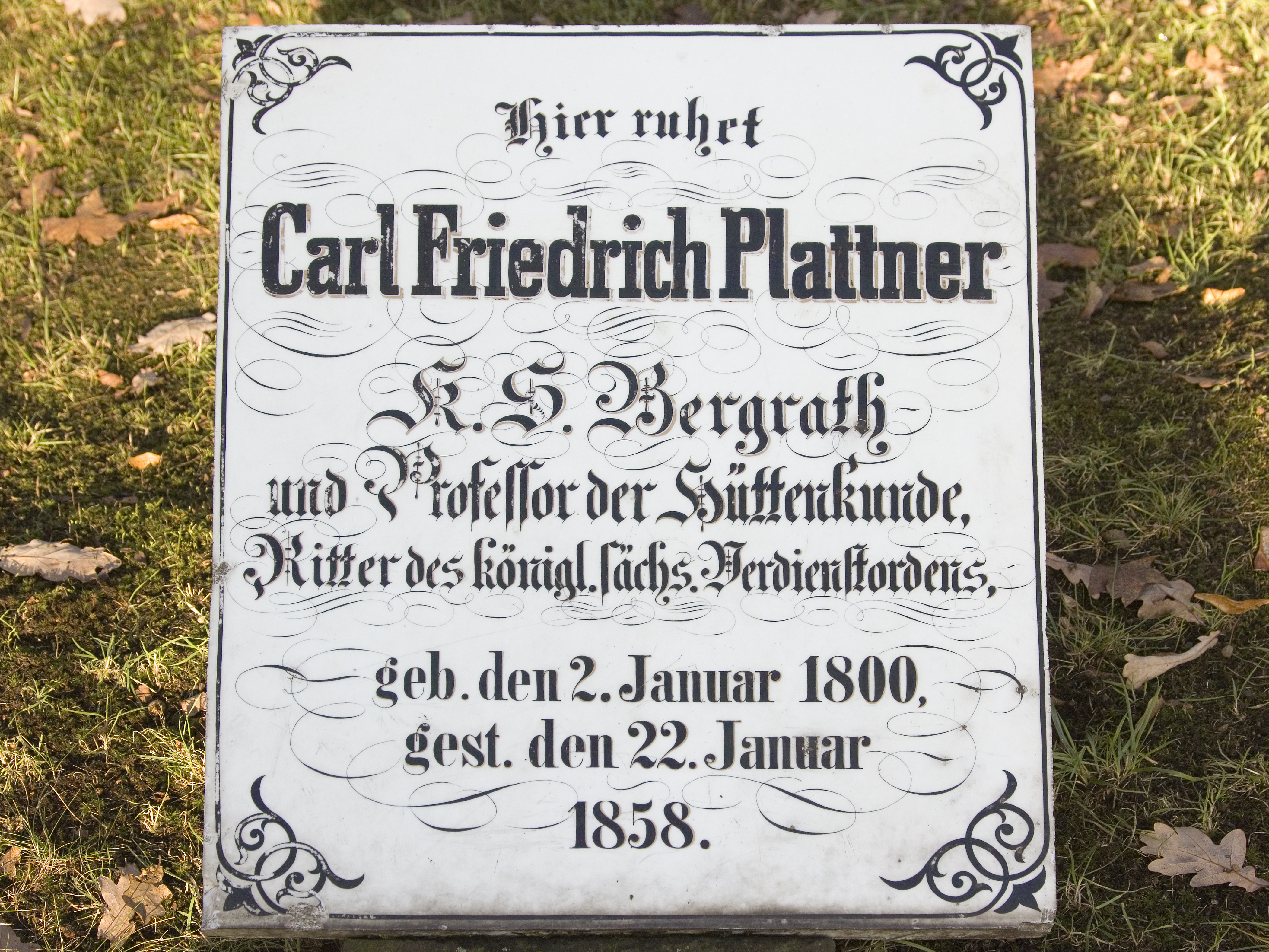
Porzellanplatte am Grab von Carl Friedrich Plattner

Bekannte auf dem Friedhof beigesetzte Persönlichkeiten sind:
- Friedrich Wilhelm Heinrich von Trebra (1819)
- Wilhelm August Lampadius (1842)
- Johann Carl Freiesleben (1846)
- August Ferdinand Anacker (1854)
- Carl Friedrich Plattner (1858)
- Christian Friedrich Brendel (1861)
- Julius Weisbach (1871)
- August Breithaupt (1873)
- Bernhard von Cotta (1879)
- Friedrich Wilhelm Schwamkrug (1880)
- Theodor Richter (1898)
- Carl Hermann Müller (1907)
- Esther von Kirchbach (1946)
- Karl Kegel (1959)
- Georg Spackeler (1960)
- Werner Gimm (1977)